# River Blanc (Roseau)
Der River Blanc ist ein Fluss im Parish Saint George von Dominica.

## Geographie
Der River Blanc entspringt im Gebiet von Du Mas Estate, westlich des Morne Watt.
Der Fluss verläuft durch Robinson Estate nach Nordwesten und mündet bei Trafalgar (Harlington Estate) von links und Südosten in den Roseau River.